# 多尔索杜罗区

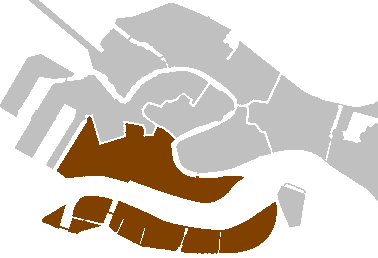
位置图

多尔索杜罗区（Dorsoduro）是威尼斯的六个区之一。 

## 地理
多尔索杜罗区包括威尼斯最高的土地，以及朱代卡岛和萨卡菲索拉岛（Isola Sacca Fisola）。它的名字来源于意大利语“硬脊”，由于其相对较高的，稳定的土地。

## 历史
该区原有的核心是朱代卡水道，沿岸建筑开始于6世纪。到11世纪，居民点扩展到大运河沿岸，后来宗教建筑安康圣母圣殿和Zattere quay成为主要地标。
19世纪，艺术学院在多尔索杜罗区成立，并兴建学院桥连接圣马可区，使之成为受外国人欢迎的昂贵地区。
主岛上的旅游景点包括：佩姬·古根汉美术馆、达里奥宫、玫瑰圣母堂（Santa Maria del Rosario，Gesuati）、圣庞大良堂、戴蒂尼会圣尼各老堂（San Nicolò da Tolentino），圣巴斯弟盎堂（San Sebastiano）、阿里亚尼宫（Palazzo Ariani）、加尔默罗圣母圣衣堂教堂（Santa Maria del Carmelo）、朱斯蒂年宫（Ospedale Giustinian）、泽诺比奥宫（Palazzo Zenobio）、加尔默罗大学校（Scuola Grande dei Carmini）、圣玛格丽特广场（Campo Santa Margherita）、威尼斯东方大学（Università "Ca' Foscari" di Venezia）、雷佐尼可宫和圣巴尔纳伯小广场（Campo San Barnaba）。
45°25′51.60″N 12°19′33.60″E / 45.4310000°N 12.3260000°E